# Kościan
Kościan (in tedesco Kosten) è una città polacca del distretto di Kościan nel voivodato della Grande Polonia.
Ricopre una superficie di 8,75 km² e nel 2005 contava 24 086 abitanti.

## Amministrazione

### Gemellaggi
- Rheinhessen, dal 1990